# Реслау
Реслау (нім. Röslau) — громада в Німеччині, розташована в землі Баварія. Підпорядковується адміністративному округу Верхня Франконія. Входить до складу району Вунзідель.
Площа — 29,83 км2. Населення становить 2086 ос. (станом на 31 грудня 2020).